# La Contestation (film, 1968)
Pour le film à sketches de Godard, Lizzani, Bertolucci, Bellochio et Pasolini, voir La Contestation (film, 1969).
Pour plus de détails, voir Fiche technique et Distribution.
La Contestation (L'età del malessere) est un film italien réalisé par Giuliano Biagetti et sorti en 1968. Il s'agit d'une adaptation cinématographique du roman L'Âge du malaise (L'età del malassere) de Dacia Maraini publié en 1963.

## Synopsis
Enrica est une Romaine de dix-sept ans, abandonnée à elle-même par un père qui passe son temps à construire des cages à oiseaux invendables, et par une mère qui s'épuise dans un petit travail. Elle entre dans une école de commerce avec peu d'enthousiasme et n'a pas de chance dans sa vie sentimentale. Elle a des relations sexuelles avec Cesare, un étudiant en droit qui est officiellement fiancé à une fille d'une famille riche. Le lien entre Cesare et Enrica est exclusivement de nature physique, à tel point qu'un jour la jeune fille, se retrouvant seule avec Carlo, un camarade de classe qui a des sentiments pour elle, a presque inconsciemment une étreinte rapide avec lui. Elle a aussi une courte aventure avec l'avocat Guido, un riche professionnel qu'elle a rencontré un soir alors qu'elle s'apprêtait à rentrer chez elle, et qui lui fait profiter de la somme de dix mille lires.
À un moment donné, Enrica se rend compte qu'elle est enceinte et décide de se faire avorter, encouragée par Cesare qui n'a pas l'intention de quitter sa petite amie officielle. Le jeune homme lui présente la comtesse Bardengo, une noble excentrique dont il était la maîtresse, qui lui recommande une sage-femme qui pratique des avortements clandestin. Entre-temps, la mère d'Enrica est décédée d'une tumeur découverte seulement en phase terminale ; une fois l'argent de l'assurance-vie épuisé, Enrica, pour éviter l'éviction de l'appartement où elle habitait avec son père, accepte un travail à temps partiel à Bardengo en attendant de terminer ses études, tandis que son père est réduit à vivre dans une chambre louée.

## Fiche technique
Sauf indication contraire, les informations mentionnées dans cette section peuvent être confirmées par la base de données cinématographiques IMDb,  présente dans la section « Liens externes ».
- Titre original : L'età del malessere[2] (litt. « L'âge du malaise »)
- Titre français : La Contestation ou Toujours l'amour[3]
- Réalisation : Giuliano Biagetti
- Scénario : Luciano Lucignani, Giorgio Mariuzzo (it), Dacia Maraini d'après son roman
- Photographie : Antonio Borghesi (it)
- Montage : Marcella Bevilacqua
- Musique : Stefano Torossi (it)
- Décors : Franco Bottari
- Costumes : Tellino Tellini
- Sociétés de production : Cormons Film, Pomar Film, Salaria Film
- Pays de production :  Italie
- Langue de tournage : italien
- Format : Couleur - Son mono - 35 mm
- Durée : 115 minutes[2]
- Genre : Drame sentimental[3]
- Dates de sortie :
  - Allemagne de l'Ouest : 25 octobre 1968
  - Italie : 14 novembre 1968
  - France : 19 février 1969[3]

## Distribution
- Haydée Politoff : Enrica
- Jean Sorel : Cesare
- Gabriele Ferzetti : Guidi, l'avocat
- Eleonora Rossi Drago : Comtesse Bardengo
- Salvo Randone : Le père d'Enrica
- Claudio Gora : Le père de Cesare
- Yorgo Voyagis : Remo
- Giovanna Galletti : La mère d'Enrica